# Woodside (New York)
Woodside è un quartiere di classe media e operaia del Queens, uno dei cinque borough della città di New York. I confini del quartiere sono a sud Maspeth, a nord Astoria, a ovest Sunnyside e a est Elmhurst e Jackson Heights. Parte del quartiere appartiene al Queens Community Board 1 e parte al Queens Community Board 2.

## Demografia
Secondo i dati del censimento del 2010 la popolazione di Woodside era di 45 099 abitanti, in aumento del 2,9% rispetto ai 43 846 del 2000. La composizione etnica del quartiere era: 39,9% (17 990) asioamericani, 22,5% (10 140) bianchi americani, 1,3% (592) afroamericani, 0,2% (76) nativi americani, 0,0% (5) nativi delle isole del Pacifico, 0,5% (221) altre etnie e 2,2% (975) multietinici. Gli ispanici e latinos di qualsiasi etnia erano il 33,5% (15 100).

## Trasporti
Il quartiere è servito dalla metropolitana di New York attraverso diverse stazioni:
- 65th Street e Northern Boulevard della linea IND Queens Boulevard, dove fermano i treni delle linee E, M e R;
- 52nd Street, 61st Street-Woodside e 69th Street della linea IRT Flushing, dove fermano i treni della linea 7.

La stazione ferroviaria di Woodside è servita dai treni suburbani della Long Island Rail Road.